# Ma mélo mélodie
Pour les articles homonymes, voir mélodie (homonymie).
Ma mélo mélodie est une chanson de Dalida sortie en 1972. La chanson s'est positionnée à la 17e place des ventes en France et à la 36e place en Wallonie. 